# NGC 485
NGC 485 é uma galáxia espiral (S?) localizada na direcção da constelação de Pisces. Possui uma declinação de +07° 01' 05" e uma ascensão recta de 1 horas, 21 minutos e 27,5 segundos.
A galáxia NGC 485 foi descoberta em 8 de Janeiro de 1828 por John Herschel.